# Phướn ngực nâu dẻ
Phướn ngực nâu dẻ (danh pháp hai phần: Phaenicophaeus curvirostris) là một loài chim cu cu trong họ Cu cu. Loài này được tìm thấy ở Đông Nam Á từ Myanma qua đông Java, Philippines và Borneo, và là loài cu cu lớn dài đến 49 cm với phần trên xanh lá cây đậm và phần dưới nâu dẻ và hàm trên cong lớn. Con trống và con mái có bộ lông giống nhau. Không giống nhiều loài cùng họ khác vốn đẻ nhờ vào tổ chim khác, loài này tự xây tổ và nuôi con.